# Chat marsupial de Geoffroy
Dasyurus geoffroii
Espèce
Statut de conservation UICN

 NT  : Quasi menacé
Le chat marsupial de Geoffroy (Dasyurus geoffroii), est un dasyuromorphe australien vulnérable, dont la distribution est désormais confinée au sud-ouest de l'Australie-Occidentale.

## Description
Le chat marsupial de Geoffroy est un chat marsupial de taille moyenne dont le pelage est brun roux sur le dessus et blanc crème sur le ventre. Il possède cinq doigts sur ses pattes de derrière et des coussinets granuleux.
Le chat marsupial de Geoffroy est un prédateur solitaire et nocturne, plutôt terrestre, bien qu'il sache grimper aux arbres. Il se nourrit de petits vertébrés, de charognes, d'arthropodes et d'écrevisses d'eau douce, entre autres. La saison de reproduction a lieu en avril-juillet.

## Habitat
Le chat marsupial de Geoffroy était autrefois présent dans presque toute l'Australie intérieure, s'étendant dans les régions du Queensland, de Nouvelle-Galles du Sud et de Victoria. Il est désormais restreint au coin sud-ouest de l'Australie-Occidentale, où il habite les forêts sclérophiles humides et sèches et le mallee.

## Classification
Le chat marsupial de Geoffroy a été décrit par John Gould en 1841, quand il était encore répandu sur tout le continent. Son nom d'espèce, geoffroii, se réfère au fameux naturaliste français Étienne Geoffroy Saint-Hilaire, qui nomma le genre Dasyurus en 1796. L'espèce est parfois placée dans le genre Dasyurinus.
Le Chat marsupial de Geoffroy est un membre de la famille des Dasyuridae est fortement apparenté au chat marsupial bronzé (Dasyurus spartacus), une espèce de Nouvelle-Guinée récemment décrite que l'on prit un temps pour une population éloignée du chat marsupial de Geoffroy.
Deux sous-espèces de chat marsupial de Geoffroy sont connues :
- D. g. geoffroii, présent en Australie intérieure (désormais éteint)
- D. g. fortis, présent dans le sud-ouest de l'Australie-Occidentale